# Liste der Eigenproduktionen für RTL+
Diese Liste enthält alle Eigenproduktionen für den Streamingdienst RTL+. Diese werden RTL+ Originals genannt.

## Shows
| Erstver- öffentlichung | Titel                                              | Staffeln und Episoden                                | Anmerkung                | Moderation                                     |
| ---------------------- | -------------------------------------------------- | ---------------------------------------------------- | ------------------------ | ---------------------------------------------- |
| 2. Jan. 2019           | Der Bachelor – Jetzt reden die Frauen              | 1 Staffel, 9 Episoden                                | Reality-Talkshow         | Frauke Ludowig                                 |
| 6. März 2019           | Temptation Island – Versuchung im Paradies         | 7 Staffeln, 79 Episoden (+ 7 Specials)               | Reality-Dating-Show      | Janin Ullmann                                  |
| 6. Aug. 2019           | Paradise Hotel                                     | 2 Staffeln, 22 Episoden (+ 1 Special)                | Reality-Dating-Show      | Angela Finger-Erben                            |
| 15. Okt. 2019          | Bachelor in Paradise – Der Talk                    | 1 Staffel, 8 Episoden                                | Reality-Talkshow         | Frauke Ludowig                                 |
| 30. Okt. 2019          | Prince Charming                                    | 4 Staffeln, 35 Episoden (+ 4 Specials)               | Reality-Dating-Show      | Lola Weippert (Das große Wiedersehen)          |
| 14. Apr. 2020          | Are You The One?                                   | 6 Staffeln, 121 Episoden (+ 5 Specials)              | Reality-Dating-Show      | Sophia Thomalla                                |
| 1. Juni 2020           | The Diva in me                                     | 1 Staffel, 10 Episoden                               | Makeover-Reality-Show    | –                                              |
| 13. Juli 2020          | Ninja Warrior Germany Kids                         | 2 Staffeln, 22 Episoden                              | Spielshow                | Laura Wontorra, Jan Köppen und Frank Buschmann |
| 3. Aug. 2020           | Just Tattoo of Us                                  | 1 Staffel, 6 Episoden                                | Makeover-Reality-Show    | Elena Miras und Mike Heiter                    |
| 11. Aug. 2020          | Like Me – I’m Famous                               | 1 Staffel, 8 Episoden                                | Reality-Spielshow        | –                                              |
| 1. Sep. 2020           | Ex on the Beach                                    | 3 Staffeln, 45 Episoden                              | Reality-Dating-Show      | –                                              |
| 15. Okt. 2020          | Temptation Island VIP                              | 5 Staffeln, 58 Episoden (+ 4 Specials)               | Reality-Dating-Show      | Janin Ullmann                                  |
| 9. Nov. 2020           | Ehrlich Brothers Magic School                      | 1 Staffel, 8 Episoden                                | Kids-Show                | Ehrlich Brothers                               |
| 16. Nov. 2020          | Täglich frisch geröstet                            | 2 Staffeln, 40 Episoden                              | Late-Night-Show          | Jens „Knossi“ Knossalla                        |
| 8. Dez. 2020           | CoupleChallenge – Das stärkste Team gewinnt        | 3 Staffeln, 30 Episoden                              | Reality-Spielshow        | –                                              |
| 9. Apr. 2021           | Let’s Dance – Kids                                 | 1 Staffel, 4 Episoden                                | Tanzshow                 | Daniel Hartwich und Victoria Swarovski         |
| 25. Mai 2021           | Princess Charming                                  | 2 Staffeln, 18 Episoden (+ 2 Specials)               | Reality-Dating-Show      | Lola Weippert (Das Wiedersehen)                |
| 8. Juli 2021           | Are You The One? – Realitystars in Love            | 4 Staffeln, 82 Episoden (+ 4 Specials)               | Reality-Dating-Show      | Sophia Thomalla                                |
| 4. Nov. 2021           | Unbreakable – Wir machen Dich stark!               | 1 Staffel, 6 Episoden                                | Reality-Spielshow        | –                                              |
| 15. Feb. 2022          | Prominent getrennt – Die Villa der Verflossenen    | 1 Staffel, 8 Episoden                                | Reality-Spielshow        | –                                              |
| 24. Nov. 2022          | Swipe, Match, Love? – Realitystars im Datingfieber | 1 Staffel, 6 Episoden                                | Reality-Dating-Show      | –                                              |
| 20. Dez. 2022          | Dubai Diaries – Living the Dream                   | 1 Staffel, 8 Episoden                                | Reality-Soap             | –                                              |
| 29. Dez. 2022          | Make Love, Fake Love                               | 1 Staffel, 12 Episoden                               | Reality-Dating-Show      | Janin Ullmann                                  |
| 12. Mai 2023           | That’s My Jam                                      | 1 Staffel, 6 Episoden                                | Musik-Spielshow          | Bill Kaulitz und Tom Kaulitz                   |
| 23. Aug. 2024          | Die schlechtesten Filme aller Zeiten (SchleFaZ)    | 1 Staffel, 10 Episoden (+ 11 Staffeln, 164 Episoden) | Filmsatire               | Oliver Kalkofe und Peter Rütten                |
| 18. Sep. 2024          | Du gewinnst hier nicht die Million bei Stefan Raab | 1 Staffel, 14 Episoden 1                             | Reality-Comedy-Spielshow | Stefan Raab                                    |

## Serien

### Dramaserien
| Erstver- öffentlichung | Titel                                     | Staffeln und Episoden   | Anmerkung                                                                                      | Status     |
| ---------------------- | ----------------------------------------- | ----------------------- | ---------------------------------------------------------------------------------------------- | ---------- |
| 1. Okt. 2020           | Sunny – Wer bist du wirklich?             | 1 Staffel, 20 Episoden  | Miniserie, Spin-Off zu Gute Zeiten, schlechte Zeiten                                           | Beendet    |
| 29. Okt. 2020          | GangstarZ                                 | 1 Staffel, 20 Episoden  | Drama                                                                                          | Beendet    |
| 23. Nov. 2020          | Verbotene Liebe – Next Generation         | 1 Staffel, 10 Episoden  | Spin-Off zu Verbotene Liebe                                                                    | Beendet    |
| 14. Feb. 2021          | Even Closer – Hautnah                     | 1 Staffel, 6 Episoden   | Drama, Erotik                                                                                  | Beendet    |
| 25. März 2021          | 8 Zeugen                                  | 1 Staffel, 8 Episoden   | Krimi, Drama                                                                                   | Beendet    |
| 15. Sep. 2021          | Nihat – Alles auf Anfang                  | 1 Staffel, 10 Episoden  | Miniserie, Spin-Off zu Gute Zeiten, schlechte Zeiten                                           | Beendet    |
| 14. Okt. 2021          | Gefährliche Nähe                          | 1 Staffel, 6 Episoden   | Thriller, Drama                                                                                | Beendet    |
| 4. Nov. 2021           | Ferdinand von Schirach – Glauben          | 1 Staffel, 7 Episoden   | Drama, Krimi                                                                                   | Beendet    |
| 30. Nov. 2021          | Faking Hitler                             | 1 Staffel, 6 Episoden   | Drama, Comedy, Satire                                                                          | Beendet    |
| 12. Dez. 2021          | Sisi                                      | 3 Staffeln, 18 Episoden | Drama, Historisch                                                                              | Verlängert |
| 19. Dez. 2021          | Friedmanns Vier                           | 1 Staffel, 8 Episoden   | Familie, Drama                                                                                 | Beendet    |
| 31. Jan. 2022          | Leon – Glaub nicht alles, was du siehst   | 2 Staffel, 9 Episoden   | Drama, Soap, Spin-Off zu Gute Zeiten, schlechte Zeiten                                         | Beendet    |
| 24. Feb. 2022          | Der König von Palma                       | 2 Staffeln, 12 Episoden | Drama                                                                                          | -          |
| 2. Juni 2022           | Der Schiffsarzt                           | 1 Staffel, 6 Episoden   | Medical, Drama, Krimi                                                                          | Beendet    |
| 28. Juni 2022          | Ferdinand von Schirach – Strafe           | 1 Staffel, 6 Episoden   | Drama, Anthologie, Krimi                                                                       | Beendet    |
| 18. Sep. 2022          | Das Haus der Träume                       | 2 Staffeln, 12 Episoden | Drama, Historisch                                                                              | Beendet    |
| 8. Mai 2023            | Zwei Seiten des Abgrunds                  | 1 Staffel, 6 Episoden   | Thriller, Krimi, Drama                                                                         | Beendet    |
| 7. Juli 2023           | Legend of Wacken                          | 1 Staffel, 6 Episoden   | Drama                                                                                          | Beendet    |
| 13. Okt. 2023          | Die Quellen des Bösen                     | 1 Staffel, 6 Episoden   | Drama, Krimi                                                                                   | -          |
| 18. Nov. 2023          | Gute Freunde – Der Aufstieg des FC Bayern | 1 Staffel, 6 Episoden   | Biopic, Drama                                                                                  | -          |
| 28. March 2024         | Disko 76                                  | 1 Staffel, 6 Episoden   | Drama                                                                                          | -          |
| 6. Nov. 2024           | Zeit Verbrechen                           | 1 Staffel, 4 Episoden   | Miniserie mit 4 einzelnen Filmen, basiert auf gleichnamigen Podcast der Wochenzeitung Die Zeit | -          |
| 8. Nov. 2024           | Uferpark – Gute Zeiten, wilde Zeiten      | 1 Staffel, 26 Episoden  | Drama-Jugendserie                                                                              | -          |

### Comedyserien
| Erstver- öffentlichung | Titel                               | Staffeln und Episoden   | Anmerkung                                                                      | Status  |
| ---------------------- | ----------------------------------- | ----------------------- | ------------------------------------------------------------------------------ | ------- |
| 1. Dez. 2020           | Villa der Liebe                     | 6 Staffeln, 72 Episoden | Comedy, Parodie (ab Staffel 3 RTL+ Original, davor ausschließlich auf YouTube) | Beendet |
| 17. Dez. 2020          | Unter Freunden stirbt man nicht     | 1 Staffel, 4 Episoden   | Comedy, Drama                                                                  | Beendet |
| 25. Feb. 2021          | KBV – Keine besonderen Vorkommnisse | 2 Staffeln, 12 Episoden | Comedy, Krimi                                                                  | Beendet |
| 8. Apr. 2021           | Mirella Schulze rettet die Welt     | 1 Staffel, 8 Episoden   | Comedy                                                                         | Beendet |
| 22. Apr. 2021          | Tilo Neumann und das Universum      | 1 Staffel, 8 Episoden   | Comedy, Fantasy                                                                | Beendet |
| 9. März 2022           | Wrong – Unzensiert                  | 1 Staffel, 8 Episoden   | Comedy, Mockumentary                                                           | Beendet |
| 3. Mai 2022            | Herzogpark                          | 1 Staffel, 6 Episoden   | Comedy                                                                         | Beendet |
| 23. Okt. 2022          | Hübsches Gesicht                    | 1 Staffel, 6 Episoden   | Comedy, Drama                                                                  | -       |
| 1. Nov. 2022           | Ze Network                          | 1 Staffel, 8 Episoden   | Comedy, Thriller, Action                                                       | -       |
| 1. Dez. 2022           | Last X-Mas                          | 1 Staffel, 24 Episoden  | Romantik, Comedy                                                               | -       |
| 22. Juni 2023          | Meme Girls                          | 1 Staffel, 6 Episoden   | Comedy                                                                         | -       |
| 19. Okt. 2023          | Club Las Piranjas                   | 1 Staffel, 4 Episoden   | Comedy                                                                         |         |
| 6. Juni 2025           | Softies                             | 1 Staffel, 5 Episoden   | Comedy, Drama                                                                  | -       |

### RTL+ Kids Bereich
| Erstver- öffentlichung | Titel                        | Staffeln und Episoden  | Anmerkung                               | Sender\Partner | Status     |
| ---------------------- | ---------------------------- | ---------------------- | --------------------------------------- | -------------- | ---------- |
| 20. Okt. 2023          | Woozle – Die Serie           | 1 Staffel, 19 Episoden | Comedy                                  | Toggo          | -          |
| 11. Dez. 2023          | Neue Geschichten vom Pumuckl | 1 Staffel, 13 Episoden | Comedy, Fantasy, Animation, Live Action | Toggo/RTL      | Verlängert |

### Koproduktionen
| Erstver- öffentlichung | Titel                             | Staffeln und Episoden | Genre        | Koproduktionspartner | Status  |
| ---------------------- | --------------------------------- | --------------------- | ------------ | -------------------- | ------- |
| 23. Feb. 2019          | M – Eine Stadt sucht einen Mörder | 1 Staffel, 6 Episoden | Krimi, Drama | ORF                  | Beendet |

### Scripted-Reality-Serien
| Erstver- öffentlichung | Titel          | Staffeln und Episoden | Status  |
| ---------------------- | -------------- | --------------------- | ------- |
| 18. Aug. 2020          | Die Sex-Klinik | 1 Staffel, 4 Episoden | Beendet |

### Dokuserien
| Erstver- öffentlichung | Titel                                           | Staffeln und Episoden                | Anmerkung      |
| ---------------------- | ----------------------------------------------- | ------------------------------------ | -------------- |
| 19. Sep. 2019          | Jenke ohne Grenzen                              | 1 Staffel, 2 Episoden                | Real-Life-Doku |
| 21. Feb. 2020          | Laura & Der Wendler – Total verliebt in Amerika | 1 Staffel, 6 Episoden (+ 3 Specials) | Real-Life-Doku |
| 12. März 2020          | Stunde Null – Wettlauf mit dem Corona-Virus     | 1 Staffel, 2 Episoden                | Real-Life-Doku |
| 26. Mai 2020           | Laura & Der Wendler – Jetzt wird geheiratet!    | 1 Staffel, 15 Episoden               | Real-Life-Doku |
| 12. Juni 2020          | Calli wird 100(Kilo)                            | 1 Staffel, 2 Episoden                | Real-Life-Doku |
| 27. Sep. 2020          | Caro und Andreas – 4 Fäuste für Mallorca        | 1 Staffel, 12 Episoden               | Real-Life-Doku |
| 23. Nov. 2020          | Menowin – Mein Dämon und ich                    | 1 Staffel, 67 Episoden               | Real-Life-Doku |
| 4. Jan. 2021           | Obduktion – Echte Fälle mit Tsokos und Liefers  | 2 Staffeln, 9 Episoden               | True Crime     |
| 1. März 2021           | STERN CRIME: Der Maskenmann                     | 1 Staffel, 3 Episoden                | True Crime     |
| 15. März 2021          | Ich liebe meinen Mörder                         | 1 Staffel, 2 Episoden                | True Crime     |
| 22. März 2021          | STERN CRIME: Der Alptraummann                   | 1 Staffel 4 Episoden                 | True Crime     |
| 29. Juni 2021          | Angela Merkel – Frau Bundeskanzlerin            | 1 Staffel, 5 Episoden                | Real-Life-Doku |
| 5. Okt. 2022           | Pietro Lombardi: Familie, Glaube, Liebe         | 1 Staffel, 6 Episoden                | Real-Life-Doku |
| 10. Okt. 2022          | THE REAL LIFE – #nofilter                       | 2 Staffeln, 22 Episoden              | Real-Life-Doku |
| 19. Okt. 2022          | Bushido Reset – Zurück ins Leben                | 1 Staffel, 6 Episoden                | Real-Life-Doku |

## Filme

### Comedy
| Erstver- öffentlichung | Titel                   | Genre         | Anmerkung            |
| ---------------------- | ----------------------- | ------------- | -------------------- |
| 5. Apr. 2021           | Weil wir Champions sind | Comedy, Drama | Auf VOX ausgestrahlt |

### Fiktion
| Erstver- öffentlichung | Titel                               | Genre                       | Anmerkung            |
| ---------------------- | ----------------------------------- | --------------------------- | -------------------- |
| 31. März 2021          | Der große Fake – Die Wirecard-Story | Doku-Fiction                | Auf RTL ausgestrahlt |
| 28. Juni 2022          | Das weiße Schweigen                 | True Crime, Drama, Thriller | Auf VOX ausgestrahlt |
| 7. Sep. 2023           | Entführt – 14 Tage Überleben        | True Crime, Drama           | Auf RTL ausgestrahlt |

### Dokumentation
| Erstver- öffentlichung | Titel                                                    | Anmerkung                         |
| ---------------------- | -------------------------------------------------------- | --------------------------------- |
| 24. März 2020          | Der Absturz der Germanwings-Maschine – 5 Jahre danach    |                                   |
| 17. Aug. 2020          | ‚Unter uns‘ trifft wahres Leben                          | mit Lars Steinhöfel von Unter uns |
| 18. Sep. 2020          | Keinen haben wir Gerner – Happy Birthday Wolfgang Bahro! |                                   |

## Angekündigte Eigenproduktionen
Folgende Produktionen sind geplant:
| Produktion       | Genre                  | Details                      | Premiere        |
| ---------------- | ---------------------- | ---------------------------- | --------------- |
| Hagen            | Fantasy, Drama, Action | 1 Staffel, 6 Episoden + Film | 2024            |
| Ich bin Dagobert | Drama                  | 1 Staffel, 6 Episoden        | 2. Oktober 2024 |
| Wolfsburg        | Drama                  | –                            | –               |
| Euphorie         | Drama                  | 1 Staffel, 8 Episoden        | 2025            |